# Spiegeleisen

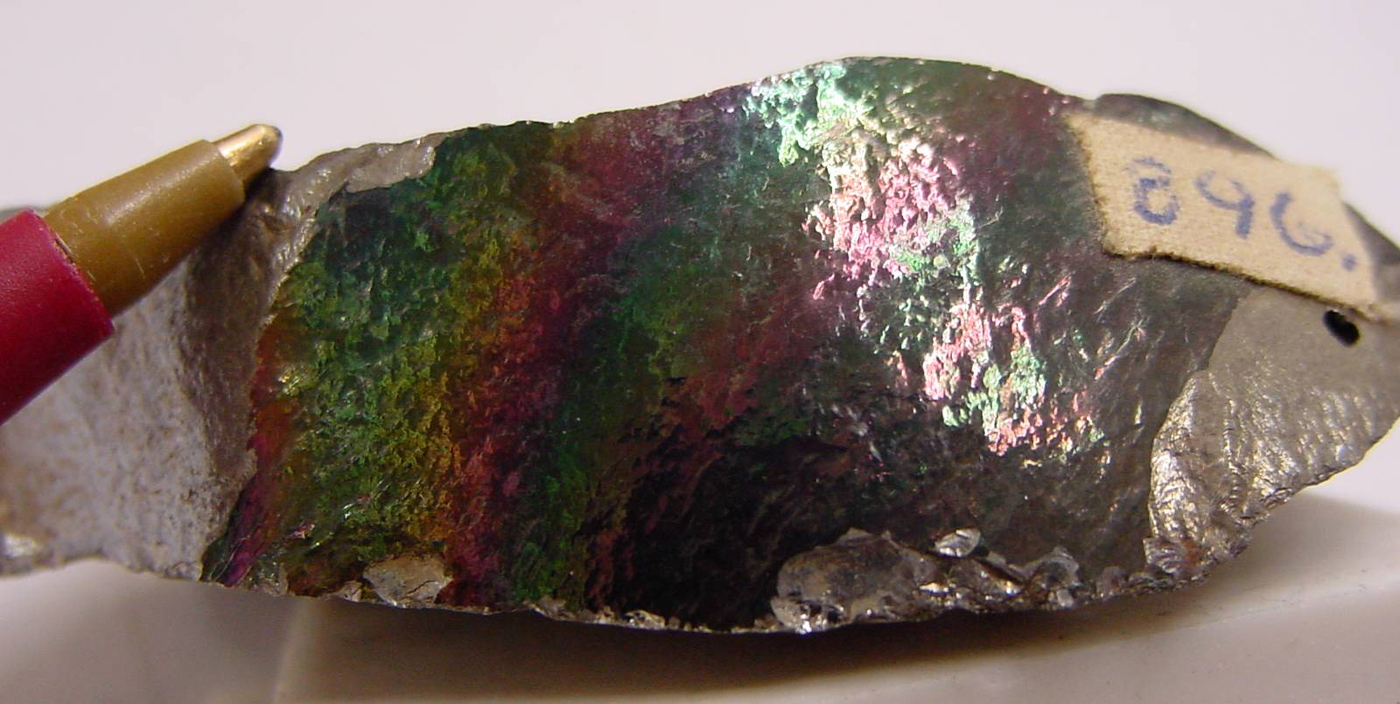
Spiegeleisen

Spiegeleisen ist eine Ferromangan-Legierung, die etwa 6 bis 40 % Mangan, 4 bis 5 % Kohlenstoff, bis 1 % Silicium sowie geringe Mengen an Phosphor und Schwefel enthält. Spiegeleisen wird manchmal auch als Spiegelgusseisen bezeichnet.

## Verwendung
Historisch gesehen war Spiegeleisen die Standardform, in der Mangan gehandelt und in der Stahlherstellung verwendet wurde. Mangan ist in der Stahlherstellung nützlich, da es sich mit Phosphor, Schwefel und Siliciumdioxid verbindet und diese (bis zu einem gewissen Grad) aus dem Eisen entfernt. Es wurde häufig in Verbindung mit dem Bessemer-Verfahren verwendet, um sowohl Kohlenstoff und Mangan in den Stahl einzuführen als auch Verunreinigungen desselbigen zu reduzieren.

## Herstellung
Im 19. Jahrhundert wurde Spiegeleisen entweder durch Vermischen von Eisenerzen mit geeigneten Mangangehalten und direktem Schmelzen oder durch Zugabe von Pyrolusit oder Manganit in vorher geschmolzenes Eisen in einem Kupolofen hergestellt.
Heute wird Mangan meist nur noch in konzentrierterer Form gehandelt und verwendet, wobei ein Mangangehalt von 80 % typisch ist.